# 劉舍
刘舍（?—前140年），西汉丞相，桃哀侯。本项羽之亲，项羽败亡后，其宗亲皆赦不诛。刘舍之父项襄以功封桃侯，并被赐姓刘氏。

## 生平
汉文帝十年（前170年，刘襄去世，刘舍袭封桃侯（《汉书·百官公卿表》作姚丘侯）。孝景五年（前152年），任太仆。孝景帝7年，升任御史大夫。前147年，周亚夫罢相，刘舍继任丞相，孝景后元年免（前143年），以卫绾为丞相。
建元元年（前140年），刘舍病逝，谥号“懿侯”（《史记》作“哀侯”）。子厲侯由嗣，十三年，元朔二年薨。孫侯自為嗣，十五年，元鼎五年坐酎金免。

## 家庭
- 父亲：项襄
- 母亲：□氏
- 妻子：□氏
- 长子：刘由，儿媳：□氏